# فيكتور أورتيز (لاعب كرة قدم)
فيكتور أورتيز (بالإسبانية: Víctor Ortiz)‏ (21 مايو 1990 في هندوراس - ) هو مدرب كرة قدم ولاعب كرة قدم هندوراسي في مركز الهجوم. شارك مع منتخب هندوراس تحت 20 سنة لكرة القدم. أما مع النوادي، فقد لعب مع نادي موتاجوا ‏ ونادي بيدا ونادي فيكتوريا.

## وصلات خارجية
- فيكتور أورتيز على موقع الاتحاد الدولي (مؤرشف)  (الإنجليزية)
- فيكتور أورتيز على موقع قاعدة بيانات كرة القدم.إي يو (الإنجليزية)
- فيكتور أورتيز على موقع Soccerway.com (الإنجليزية)